# Stüdenitz-Schönermark
Stüdenitz-Schönermark település Németországban, azon belül Brandenburgban. Lakosainak száma 598 fő (2023. december 31.).

## Népesség
A település népességének változása:
| Lakosok száma | 600  | 589  | 597  | 600  | 598  |
|               | 2017 | 2019 | 2021 | 2022 | 2023 |